# Научно-исследовательский институт химии Нижегородского государственного университета
Научно-исследовательский институт химии (НИИХ) при Нижегородском университете был организован в годы Великой Отечественной войны постановлением Совета народных комиссаров РСФСР от 15 февраля 1944 года.

## История
Располагался институт в старинном особняке на набережной имени Жданова и занимал площадь около 1500 м². НИИХ начал свою жизнь в составе пяти лабораторий, а его штат насчитывал лишь 20—25 человек, большинство из которых ранее являлись сотрудниками кафедры физической химии университета.
Своим рождением институт во многом обязан крупному учёному, доктору химических наук, профессору Моисею Борисовичу Нейману. Он и стал первым директором института, которым успешно руководил в течение двух лет. В 1946 году Моисей Борисович был откомандирован на работу в Москву в АН СССР. После М. Б. Неймана директорами института были некоторое время А. В. Рябов (1946—1947) и М. А. Гутник (1947—1949).
Задачи военного времени определяли структуру и профиль молодого института, в котором уже к осени 1944 года стало 9 лабораторий: специальных работ, химических методов анализа, полярографии, спектрального анализа, технической химии, кинетики и катализа, органической химии, потенциометрии и экспериментального приборостроения с мастерскими.
Важным событием в жизни института является произведённая в период с октября 1997 по февраль 1998 года реорганизация НИИХ при ННГУ путём вхождения его в состав ННГУ на правах структурного подразделения (НИИХ ННГУ), действующего по доверенности ректора университета на осуществление полномочий юридического лица. Это было продиктовано объективной необходимостью сохранения и дальнейшего укрепления интеграции научного и образовательного процессов в ННГУ. В настоящее время в структуре института функционируют 3 отдела и 7 лабораторий химического профиля, экспериментально-опытная база, лучшая в городе стеклодувная мастерская, научно-технический отдел и фундаментальная библиотека, располагающая обширным справочным фондом и насчитывающая более 83 тысяч экземпляров книг, брошюр, журналов и других изданий. Институт имеет отдельный учебно-научный корпус общей площадью 10 000 м², расположенный в центре города на территории Нижегородского университета, земельный участок площадью 40 000 м² за пределами города с 3 производственными корпусами общей площадью 2200 м².